# Parmentier (Métro Paris)

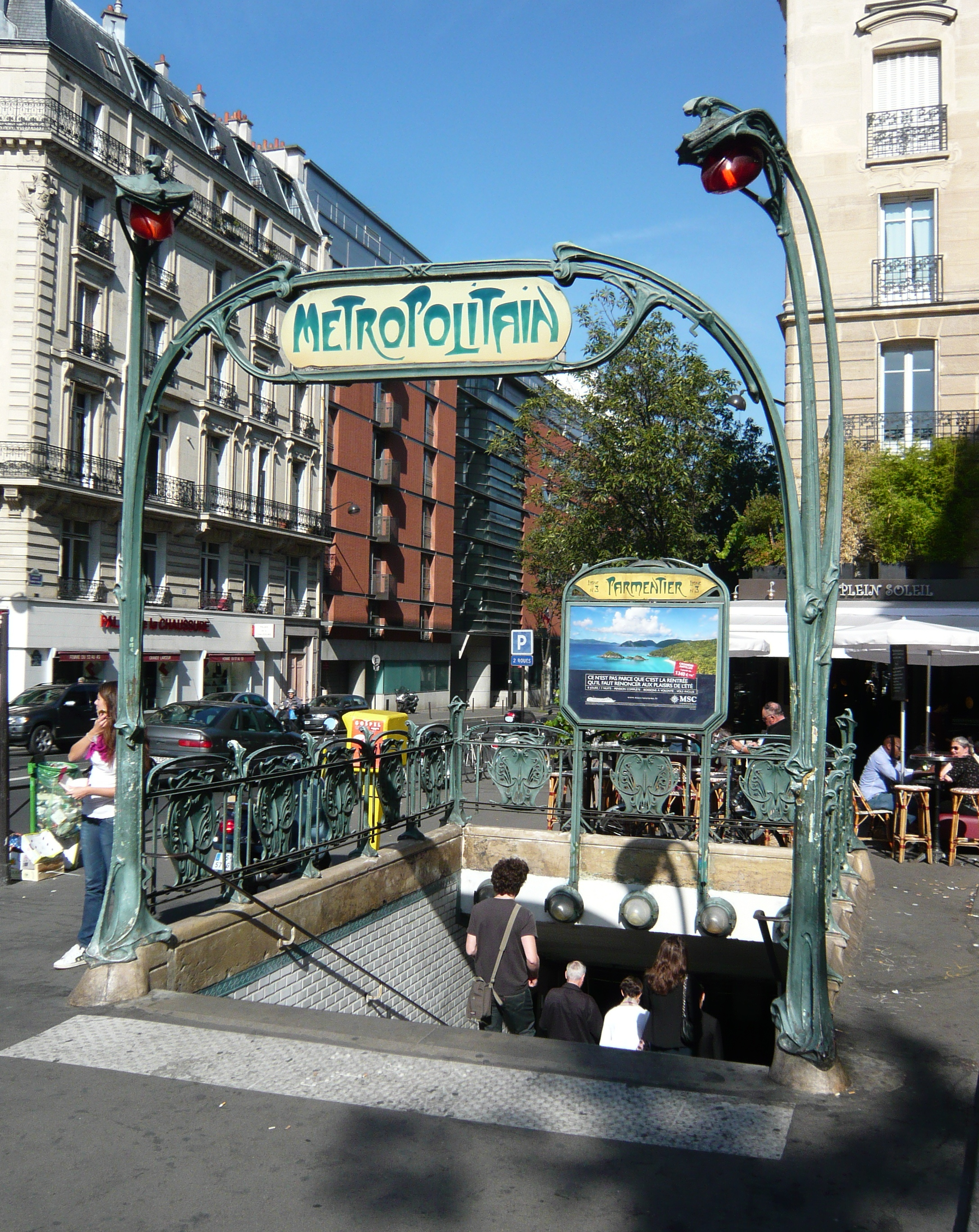
Von Hector Guimard gestalteter Zugang

Parmentier [paʁmɑ̃tje] ist eine unterirdische Station der Linie 3 der Pariser Métro.

## Lage
Der U-Bahnhof Parmentier befindet sich im 11. Arrondissement von Paris. Er liegt im Quartier de la Folie-Méricourt an der Grenze zum Quartier Saint-Ambroise, längs unterhalb der Avenue de la République.

## Name
Namengebend ist die dort kreuzende Avenue Parmentier. Antoine Parmentier (1737–1833) war ein Pharmazeut und Agronom, der nach der Hungersnot von 1769 unter dem Schutz Ludwigs XVI. den Anbau von Kartoffeln in Frankreich durchsetzte. Am 1. April 2016 hieß die Station kurzzeitig „Pomme de Terre“ (Kartoffel, ein Aprilscherz der RATP).

## Geschichte
Am 19. Oktober 1904 wurde die Station mit der Eröffnung der Linie 3 in Betrieb genommen. Diese wurde damals auf ihrem ersten Abschnitt von Villiers nach Père Lachaise dem Verkehr übergeben.

## Beschreibung
Die Station hat einen elliptischen Querschnitt, Decke und Seitenwände sind gefliest. Sie ist 75 Meter lang und weist zwei Seitenbahnsteige an zwei Streckengleisen auf. Der einzige Zugang liegt an der Kreuzung der Avenue de la République mit der Avenue Parmentier an der Einmündung der Rue Edouard Lockroy, er wurde von Hector Guimard entworfen.

## Fahrzeuge
Als Folge des Unfalls im Bahnhof Couronnes wurde die Linie 3 von Anfang an mit Fahrzeugen ausgestattet, die auf Drehgestellen liefen. Die Fünf-Wagen-Züge bestanden aus drei Trieb- und zwei Beiwagen. Sie wurden später durch Sprague-Thomson-Züge ersetzt, die dort bis 1967 verkehrten. In jenem Jahr erhielt die Linie 3 als erste die neue, klassisch auf Stahlschienen laufende Baureihe MF 67. Diese Züge sind dort im Jahr 2024 nach wie vor im Einsatz, ab 2028 sollen sie von Zügen der Baureihe MF 19 abgelöst werden.